# Cushman 53
La Cushman 53, llamada también Cushman Model 53 y Airborne Scooter, es una motocicleta creada en Estados Unidos por la compañía Cushman Motor Works, radicada en Lincoln, Nebraska durante la Segunda Guerra Mundial para facilitar la movilidad de tropas aerotransportadas tras ser lanzadas en paracaídas.

## Desarrollo y empleo
Tras comprobar que unidades aerotransportadas italianas e inglesas empleaban pequeñas motocicletas para facilitar las labores de desplazamiento y enlace en tierra, en Estados Unidos se decidió crear un modelo similar. El 29 de abril de 1943 se emitieron unas especificaciones y dos compañías presentaron sus prototipos, resultando elegido el presentado por Cushman el 17 de febrero de 1944.
La motocicleta fue construida pensando en la sencillez de manejo, contando con un robusto diseño. La Cushman 53 era lanzada directamente en paracaídas, contando con dos puntos de anclaje al mismo. Siguiendo las líneas marcadas por la Welbike británica e italiana Volugrafo Aermoto 125, el modelo de Cushman carecía de cualquier elemento superfluo, no teniendo siquiera iluminación o suspensión. Para facilitar su transporte en tierra, contaba con cuatro asideros para ser transportada por otros tantos soldados. Asimismo, en su parte posterior disponía de un enganche estándar para remolcar un pequeño carro de transporte. Las ruedas eran del mismo tipo que las de cola empleadas en varios modelos de aviones estadounidenses. Dada la ausencia de amortiguación, el asiento contaba con unos anclajes flexibles al chasis mediante muelles, para aislar en cierta medida al conductor de las irregularidades.
Se construyeron entre 4000 y 5000 ejemplares desde 1944 hasta el final de la guerra, siendo desplegados tanto en el Mediterráneo como en el teatro del Pacífico. Formó parte del equipo empleado por las divisiones aerotransportadas estadounidenses 82.ª y 101.ª durante el Día D. Al término de la Segunda Guerra Mundial, Cushman continúa fabricando el modelo con la denominación Cushman 53A Civilian Airborne tras recibir algunas mejoras de equipamiento.